# A Down-szindrómások nyelvi fejlődése

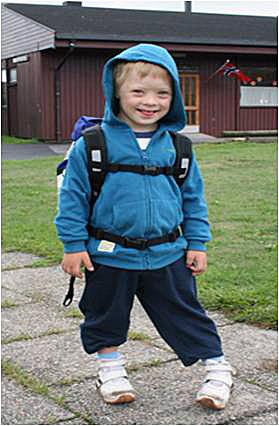
Down-szindrómás iskolás gyermek

A Down-szindrómások többségét lassúbb nyelvi fejlődés és beszédprodukciós nehézségek jellemzik. A nyelvi teljesítmény általában elmarad nem csak a nyelvi megértés, hanem az általános intelligencia szintje mögött is, azaz a Down-szindrómások többsége lényegesen többet ért meg és intelligensebb is annál, mint amire a nyelvi megnyilvánulásaik alapján következtethetünk.

## A nyelvfejlődés menete

### Preverbális szakasz
A Down-szindrómás csecsemőknél a megszokottnál később jelenhet meg a szemkontaktus felvételének képessége és az első társas mosoly, nehezebben kezdeményeznek és tartanak fenn közös figyelmi helyzeteket, kevésbé aktívan fedezik fel a tárgyi környezetet vizuálisan és kevesebbet manipulálnak. 12-24 hónapos koruk körül kezdenek gesztusokat használni (integetni, ujjal mutatni) és ekkortól válnak képesekké a kézjelek megtanulására. Ezt a non-verbáis csatornát a normál fejlődésű gyerekeknél is hatékonyabban tudják használni (mentális korban illesztett mintán mérve).  A jelek használata csökkentheti a frusztrációt, amiért nem tudnak (érhető) szavakkal kommunikálni. A jelnyelv tanulása a beszélt nyelv fejlődését is segíti.

### Gyerekkor
Az első szavak átlagosan 18 hónapos kor körül jelennek meg, az első tíz szó kb. 27 hónapos korra gyűlik össze. A szavakat (más gyerekekhez hasonlóan) akkor kezdik kombinálni, amikor kb. 50 szavas szókincsre tettek szert. Többségüknél ez kb. 37 hónapos korban következik be. Az életkori adatokkal kapcsolatban a különböző források között nem teljes a konszenzus, ráadásul a Down-szindrómás gyerekek közötti egyéni eltérések az átlagosnál jóval nagyobbak.
A beszédprodukció jelentős lemaradása a nyelvi megértés és a non-verbális IQ mögött a Down-szindrómások kb. 2/3 részénél már gyerekkorban megjelenik, és a korral ez az arány kb. 85%-ra nő. A gagyogásuk általában még tipikusan fejlődik, de sokuk számára a beszédprodukció minden aspektusa nehézséget jelent. A szókincs gyarapodásának és a bonyolultabb nyelvtani szerkezetek megjelenésének mintázata megegyezik a tipikus fejlődésű gyerekek nyelvfejlődésében tapasztalható összefüggéssel, a fejlődés azonban a Down-szindrómás gyerekek esetében rendszerint sokkal lassúbb.

### Felnőttkor
A legtöbb Down-szindrómás felnőtt korára a tipikus nyelvfejlődésben  ötéves  korig megtanult, egyszerűbb nyelvtan elsajátításáig jut el. Idővel az aktívan használt nyelvtani szint elmarad a megértett nyelvtan és a szókincs gyarapodásának szintje mögött is. A nyelvi fejlődés azonban felnőtt korban is folyamatos marad, még nyelvi fejlesztés hiányában is. Szakszerű segítséggel természetesen még többet érhetnek el.

## A nyelvi lemaradás lehetséges okai

### Kognitív képességek
A kognitív képességek hiányosságai, bár a nyelvi lemaradást teljesen nem indokolják, mégis hozzájárulnak ahhoz. Különösen a munkamemória korlátozott kapacitása okozhat gondot már egészen a kezdetektől: a közös figyelmi helyzetek fenntartását akadályozhatja, hogy számukra túl nehéz egyszerre figyelni egy tárgyra és egy személyre is. A munkamemórián belül az auditív feldolgozás nehézsége és az artikulációs hurok elégtelen működése okozhat problémákat a hallott beszéd feldolgozásában és produkciójában is.

### Artikulációs problémák
A testszerte jellemző hipotónia és a száj anatómiájának elváltozásai (gótikus szájpad, kisebb szájüreg és relatíve nagyobb nyelv, fogfejlődési eltérések, a nyelv jellemző előrebukása és a nyelvlökéses nyelés miatt kialakuló úgynevezett bulldogharapás) következtében a beszédhangok artikulációja nehézséget jelenthet a Down-szindrómások számára. Ráadásul folyamatos beszédben még azokat a szavakat is hibásan ejtik, amelyeket különállóan tisztán ki tudnak mondani. Mivel azt tapasztalják, hogy jobban értik őket, ha rövid, 2-3 szavas mondatokat használnak, és sikeresebben kommunikálnak, amikor nem ők kezdeményezik a beszélgetést (az ismert kontextus segít kikövetkeztetni, mit mondanak), a produkciós nehézségek a kommunikációs lehetőségeiket két irányban korlátozzák: rövidebb megszólalásaik vannak és hozzájuk is kevesebbet beszélnek.

### Halláscsökkenés
A Down-szindrómások kb. 75%-ban tapasztalnak meg életük során valamilyen halláskárosodást, legtöbben visszatérően (ennek hátterében legtöbbször az ismétlődő savós középfülgyulladás áll). Az enyhe fokú vezetéses halláscsökkenés különösen azért lehet problémás, mert ezt nehéz észrevenni, ugyanakkor a beszédmegértésben komoly problémát okoz: a személy hallja a beszédet, de bizonyos hangok helyett más hangokat észlel vagy egyes hangok "kimaradnak". Előfordul, hogy a hallási nehézségek következményeit tévesen az értelmi lemaradás hatásának tudják be, így kezelésük elmarad.

## Fejlesztési lehetőségek
A nyelvi lemaradás lehetséges okainak ismerete rámutat a korrekció lehetőségeire is. A kognitív képességek fejlesztésére irányul a korai szenzomotoros fejlesztéssel induló komplex gyógypedagógiai fejlesztés, az artikulációs problémák javítását célozza a szintén csecsemőkortól kezdhető logopédiai fejlesztés, a hallási nehézségeket pedig rendszeres fülészeti vizsgálat tárhatja fel és részben kezelheti is (például tubus beültetésével, hallókészülékkel).
Az amerikai gyermekorvosok szakmai szervezete, az AAP protokollja az első négy életévben hat havonta, később évente javasolja a tünetmentes Down-szindrómások hallásvizsgálatát is. Valójában ennek az összetett problémának minden eleme célzottan fejleszthető a közös figyelmi helyzetek gyakorlásától a szintaktikai ismeretek bővítéséig.
A direkt beavatkozásokon túlmutatva fontos befolyásoló körülmény lehet az a nyelvi környezet, amely a Down-szindrómás gyereket körülveszi, illetve azok az elvárások, amelyekkel szembesül. A többségi iskolákban, ép társaikkal együtt oktatott Down-szindrómás fiatalok nyelvi teljesítménye évekkel haladja meg szegregáltan, speciális iskolákban oktatott társaikét.

## Más kommunikációs lehetőségek
A Down-szindrómások többsége ha lassan is, de megtanul kimondott szavakkal kommunikálni. Még számukra is hasznos lehet azonban az egyéb kommunikációs csatornák (jelnyelv, PECS, makaton) használata, amelyek az auditív csatorna helyett - vagy mellett - a Down-szindrómában relatíve jobban működő vizuális feldolgozásra támaszkodnak. Külön figyelmet érdemel a korábban gyakran elhanyagolt olvasástanítás, amely megfelelő módszerekkel már 2,5-3 éves korban elkezdhető és a nyelvi fejlődés hatékony támogatójává válhat. A nem beszéden alapuló augmentatív csatornák használatától egyesek idegenkednek, a legtöbb szakember mégis egyetért abban, hogy a kommunikáció fontosabb, mint a beszéd. A kommunikációs csatornák között azonban rangsort állítanak fel: elsősorban a beszéd fejlesztését kell megpróbálni, amit (kb. 4 éves korig) jelnyelvvel és (kb. 3 éves kortól) olvasással is lehet támogatni. A többi augmentatív kommunikációs módszert csak akkor ajánlják, ha ezek nem hoznak eredményt.